# Piercia cognata
Piercia cognata är en fjärilsart som beskrevs av Fletcher 1958. Piercia cognata ingår i släktet Piercia och familjen mätare. Inga underarter finns listade i Catalogue of Life.